# Boulevard Lebourgneuf
Le boulevard Lebourgneuf est une voie traversant d'ouest en est le quartier de Neufchâtel-Est–Lebourgneuf, à Québec.

## Situation et accès
Le boulevard Lebourgneuf est situé au nord de l'autoroute Félix-Leclerc et traverse d'ouest en est le quartier de Neufchâtel-Est–Lebourgneuf. Il est une des artères commerciales les plus importantes du nord de la ville.
À l'ouest, il débute au rond-point avec le boulevard Saint-Jacques. Il croise sur sa route les boulevard Robert-Bourassa et Pierre-Bertrand. À l'est, il se poursuit dans Saint-Rodrigue après sa croisée de l'autoroute Laurentienne mais prend le nom de boulevard de l'Atrium, puis de 55e rue.

## Origine du nom
Son nom provient de la juxtaposition de syllabes contenues dans les vocables « Charlesbourg » et « Neufchâtel ».

## Historique
La ville de Charlesbourg-Ouest se fusionne à Québec en 1973. La ville entreprend alors d'y ouvrir un nouveau boulevard. Le boulevard Lebourgneuf est inauguré le 7 mars 1977.
Le développement suscité fut important dans les années 1980 et 1990, notamment avec l'apparition des Galeries de la Capitale et du secteur résidentiel du Mesnil.

## Bâtiments remarquables et lieux de mémoire
- Galeries de la Capitale
- Parc de l'Escarpement
- Zone industrielle de Lebourgneuf